# رينالدو غارسيا
رينالدو غارسيا (بالإنجليزية: Reynaldo Garcia)‏ هو لاعب كرة قاعدة دومينيكاوي، ولد في 15 أبريل 1974 في ناغوا في جمهورية الدومينيكان.

## وصلات خارجية
- رينالدو غارسيا على موقعبيزبول رفرنس.كوم (الدوري الرئيسي) (الإنجليزية)